# Miguel Ángel Ayuso Guixot
Miguel Ángel Ayuso Guixot MCCJ (ur. 17 czerwca 1952 w Sewilli, zm. 25 listopada 2024 w Rzymie) – hiszpański duchowny rzymskokatolicki, kombonianin, doktor nauk teologicznych specjalizujący się w dziedzinie teologii dogmatycznej, biskup, rektor Papieskiego Instytutu Studiów Arabskich i Islamistyki w latach 2006–2012, sekretarz Papieskiej Rady ds. Dialogu Międzyreligijnego w latach 2012–2019, prefekt Dykasterii ds. Dialogu Międzyreligijnego w latach 2019–2024 (do 2022 Papieskiej Rady ds. Dialogu Międzyreligijnego), kardynał diakon od 2019.

## Życiorys
20 września 1982 otrzymał święcenia kapłańskie w zgromadzeniu kombonianów. Przez wiele lat pracował jako misjonarz w Egipcie i Sudanie. W latach 2006–2012 był rektorem Papieskiego Instytutu Studiów Arabskich i Islamistyki.
30 czerwca 2012 został mianowany przez papieża Benedykta XVI sekretarzem Papieskiej Rady ds. Dialogu Międzyreligijnego, a w maju 2019 papież Franciszek mianował go przewodniczącym tejże Rady.
29 stycznia 2016 papież Franciszek mianował go biskupem tytularnym Luperciany. Sakry udzielił mu 19 marca 2016 osobiście papież, współkonsekratorami byli kard. Fernando Filoni oraz abp Giovanni Angelo Becciu.
1 września 2019 podczas modlitwy Anioł Pański papież Franciszek ogłosił, że mianował go kardynałem. Na konsystorzu 5 października 2019 został kreowany kardynałem diakonem, z tytułem San Girolamo della Carità a Via Giulia.